# Alain Gouaméné
Alain Gouaméné, né le 15 juin 1966 à Gagnoa, est un entraîneur et un ancien footballeur international ivoirien, naturalisé français en 1990. Champion d'Afrique en 1992, il évoluait au poste de gardien de but, principalement à l'ASEC Mimosas, le Raja CA et le FC Toulouse.

## Biographie
Alain Gouaméné est formé en Côte d'Ivoire avant d'être détecté par les chercheurs de talents en Afrique. Il est ensuite transféré à l'Olympique lyonnais, puis, prenant acte de son faible temps de jeu avec les Gones, il rejoint en 1991 le club vainqueur de la Coupe des clubs champions africains 1989, le Raja de Casablanca. Au sein de cette équipe, Alain Gouaméné va être considéré comme l'un des plus grands gardiens de l'histoire du Raja. Il rejoint la ligue 1 française en 1995, auprès du Toulouse Football Club.
Il détient le record de participations (7 entre 1988 et 2004) à la Coupe d'Afrique des nations avec la Côte d'Ivoire.
À son palmarès figurent la CAN 92 et 5 championnats de Côte d'Ivoire.
Il est père de trois enfants, deux filles et un garçon.
En mars 2002, il obtient le BEES 1er degré.

## Carrière
En tant que joueur
- 1986-1989 :  Africa Sports d'Abidjan
- 1989-1990 :  Olympique lyonnais
- 1990-1992 :  Raja Casablanca
- 1992-1994 :  ASEC d'Abidjan
- 1994-1995 :  AS Trouville-Deauville
- 1995-2000 :  Toulouse FC[3],[4]

En tant qu'entraineur
- 2002-oct. 2003 :  JS Cugnaux
- 2014-2015 :  ASEC Mimosas

## Palmarès
En club
- Championnat de Côte d'Ivoire de football : 1993, 1994

En sélection nationale
- Vainqueur de la Coupe d'Afrique des Nations : 1992 vainqueur coupe d'Afrique 2023 en tant qu'entraîneur des gardiens.